# Artedius
Artedius ist eine Fischgattung aus der Familie der Dickkopf-Groppen (Psychrolutidae). Die Arten der Gattung kommen küstennah im nordöstlichen Pazifik von den russischen Kommandeurinseln über das Beringmeer, die Aleuten, die Küste Alaskas, Kanadas und der USA bis zum nördlichen Baja California (Mexiko) vor. Sie leben im flachen Wasser von der Gezeitenzone bis in Tiefen von etwa 55 Metern und in Gezeitentümpeln.

## Merkmale
Artedius-Arten sind langgestreckte Fische mit bulligem Kopf, die eine Länge von 10 bis 25 cm erreichen. Ihr Rücken ist mehr oder weniger stark beschuppt. Die Beschuppung kann sich fast über den gesamten Rücken erstrecken oder nur ein schmales Band darstellen. Der obere Stachel des Vorkiemendeckels ist kurz und hat eine oder mehrere Spitzen. Der Anus liegt unmittelbar vor dem Beginn der Afterflosse.

## Arten
- Artedius corallinus (Hubbs, 1926)
- Artedius fenestralis Jordan & Gilbert, 1883
- Artedius harringtoni (Starks, 1896)
- Artedius lateralis (Girard, 1854)
- Artedius notospilotus Girard, 1856